# Албешть-Палеологу
Албешть-Палеологу, Албешті-Палеологу (рум. Albești-Paleologu) — село у повіті Прахова в Румунії. Адміністративний центр комуни Албешть-Палеологу.
Село розташоване на відстані 58 км на північ від Бухареста, 15 км на схід від Плоєшті, 91 км на південний схід від Брашова.

## Населення
За даними перепису населення 2002 року у селі проживали 1765 осіб, з них 1764 особи (99,9%) румунів. Рідною мовою 1764 особи (99,9%) назвали румунську.